# بي إم دبليو آر 1150 آر
بي إم دبليو آر1150آر(بالإنجليزية: BMW R1150R)‏ هي دراجة نارية من تصنيع بي إم دبليو.